# Australia Meridionale
L'Australia Meridionale (in inglese South Australia) è uno Stato federato dell'Australia situato nella parte centromeridionale del continente australiano.
Occupa un'area di 984377 km²
La capitale è Adelaide, conosciuta come la città delle chiese (the city of churches). La sua popolazione è circa 1,75 milioni di abitanti (dati 2019), in gran parte residenti nelle fertili zone costiere e nella valle del fiume Murray. Diventò una colonia britannica nel 1836 entrando a far parte del Commonwealth dell'Australia nel 1901.

## Storia
L'Australia Meridionale venne esplorata dagli europei nel 1627 quando la nave olandese Gulden Zeepaert si trovò a viaggiare lungo la costa del sud. Lo Stato venne fissato nel 1831 - sul piano del diritto - come impresa commerciale dalla South Australia Company, con conseguente vendita di terra agli uomini liberi.
Questo fatto ha costituito una differenza con altri stati australiani, la maggior parte dei quali furono adibiti a colonie penali o penitenziari per il carcere duro. È per questo motivo che l'Australia Meridionale è stata sempre legalmente considerata una "provincia" della Gran Bretagna e non una colonia penale.

## Geografia fisica
| Regioni: - Barossa Valley - Eyre Peninsula - Fleurieu Peninsula - Flinders Ranges - Limestone Coast - Nullarbor Plain - Yorke Peninsula | Autostrade principali: - Anne Beadell Highway - Barrier Highway - Barossa Valley Highway - Barrier Highway - Birdsville Track - Dukes Highway - Eyre Highway - Flinders Highway - Lincoln Highway - Mallee Highway - Princes Highway - Riddoch Highway - Stuart Highway - Sturt Highway | Isole: - Flinders Island - Granite Island - Hindmarsh Island - Isola dei Canguri - Neptune Island - Torrens Island - Thistle Island | Laghi: - Lake Albert - Lake Alexandrina - Lago Eyre - Lake Frome - Lake Gairdner - Lake Torrens - Lake blu | Fiumi: - Murray - Onkaparinga - Port - Torrens | Posti turistici: - Warrawong Earth Sanctuary |

## Politica
Lo Stato ha una forma di governo parlamentare; l'organo legislativo è di tipo bicamerale ed è composto da una camera alta (Legislative Council letteralmente "Consiglio Legislativo") e da una camera bassa (House of Assembly letteralmente "Camera dell'Assemblea").

## Sport
I maggiori club sportivi dell'Australia Meridionale nelle maggiori leghe sportive australiane sono:
- AFL (Football australiano):
  - Adelaide Crows
  - Port Adelaide
- ACL (Cricket):
  - Southern Redbacks
- ALL (Lacrosse):
  - Southern Australia
- AHL (Hockey su prato):
  - Adelaide Hot Shots
- A-League (Calcio):
  - Adelaide United
- ABL (Baseball):
  - Southern Australia Stars
- NBL (Pallacanestro):
  - Adelaide 36ers